# Cereja
Cereja (antigament ortografiat Sareja) és una entitat de població del municipi de Llívia, a la comarca de la Baixa Cerdanya. L'any 2021 tenia 43 habitants.
El llogarret se situa al peu del puig del Tudó, prop de la séquia d'Angostrina, al nord-oest del nucli de Llívia, per on passa la carrerada que duu al desert del Carlit. La seva posició privilegiada ofereix una excel·lent vista de tota la vall de la Cerdanya.
En destaca l'església de Sant Josep on actualment ja no s'hi ret culte. L'any 1990 el bisbe de la Seu d'Urgell beneeix la construcció d'una capella consagrada a l'adoració dels reis d'Orient, amb la campana Sol Victòria, dins una propietat privada.